# Михаел Линденшмит
Др Михаел Линденшмит је био професор, директор Гимназије у Врбасу, председник Штедионице, заменик председника читалачког друштва Касина, председник Добровољног ватрогасног друштва Нови Врбас и почасни председник Друштва.
Студије германистике је завршио у Лајпцигу. Даље школовање је наставио на Универзитету у Будимпешти где је одбранио докторску дисертацију под насловом Наука о облицима врбаског дијалекта. Због доброг познавања завичајне историје сународника и дијалекта језика, добио је надимак доктор врбаског језика.
До 1920. године је био професор у Кежмароку, Брашову и Сегедину. Затим је био професор у Новом Врбасу у Државној реалној гимназији. Био је један од првих академски образованих људи у својој средини. Као личност од угледа и знања, био је биран на многа челна места у многим институцијама и удружењима.
На чело Добровољног ватрогасног друштва је изабран 1933. године и ту дужност је обављао до 1942. године. Од 1942. до 1944. године због великих заслуга и труда, изабран је за почасног председника.
У сарадњи са Фридрихом Лоцом и Францом Хамом, 1960. године је објавио књигу о историјату Гимназије у Врбасу.